# Lucien Marc
Pour les articles homonymes, voir Marc.
Lucien François Marc (Rouen, 1er septembre 1877 - La Ville-aux-Bois, 16 septembre 1914) est un officier et explorateur français.

## Biographie
Sorti de Saint-Cyr en 1896, il opte pour l'infanterie coloniale tout en suivant des cours de géographie à la Sorbonne. Lieutenant, il est envoyé en Afrique et passe cinq ans à Ouagadougou, ce qui lui permet de collecter une importante documentation sur la géographie, la flore, la faune, l'histoire, l'ethnologie, l'organisation sociale et politique, l'économie et le commerce des régions de la boucle du Niger.
À son retour en métropole en 1909, il soutient sous la direction de Paul Vidal de La Blache une thèse à la Sorbonne sur le Mossi qui devint l'ouvrage de référence sur le sujet jusqu'en 1939. Grâce au parrainage de Vidal de La Blache, il est chargé d'un cours libre de géographie coloniale à la Sorbonne durant l'année scolaire 1912-1913.
Capitaine au 18e régiment d'infanterie, Lucien Marc est tué à l'ennemi au début de la Première Guerre mondiale à la Ville-aux-Bois dans l'Aisne.

## Publications
- « Géographie du Mossi », La Géographie, 1909, p. 45-54
- Le pays Mossi. Le pays et les peuples de la partie centrale de la boucle du Niger, 1909